# Saison 2018 de l'équipe cycliste Cofidis
La saison 2018 de l'équipe cycliste Cofidis est la vingtième-deuxième de cette équipe.

## Préparation de la saison 2018

### Sponsors et financement de l'équipe
Depuis sa création en 1997, l'équipe porte le nom de son sponsor principal, l'entreprise Cofidis. Celle-ci annonce en mai 2018 le prolongement de son engagement jusqu'en 2022.

### Arrivées et départs
| Arrivées             | Équipe 2017              |
| -------------------- | ------------------------ |
| Jesús Herrada        | Movistar                 |
| José Herrada         | Movistar                 |
| Victor Lafay         | Bourg-en-Bresse Ain      |
| Daniel Teklehaimanot | Dimension Data           |
| Bert Van Lerberghe   | Sport Vlaanderen-Baloise |

| Départs             | Équipe 2018       |
| ------------------- | ----------------- |
| Yoann Bagot         | Vital Concept     |
| Jérôme Cousin       | Direct Énergie    |
| Florian Sénéchal    | Quick-Step Floors |
| Clément Venturini   | AG2R La Mondiale  |
| Jonas Van Genechten | Vital Concept     |

## Coureurs et encadrement technique

### Effectif
| Effectif 2018                              | Effectif 2018     | Effectif 2018 | Effectif 2018                                          |
| Cycliste                                   | Date de naissance | Pays          | Équipe précédente                                      |
| ------------------------------------------ | ----------------- | ------------- | ------------------------------------------------------ |
| Guillaume Bonnafond                        | 23 juin 1987      | France        | AG2R La Mondiale (2016)                                |
| Nacer Bouhanni                             | 25 juillet 1990   | France        | FDJ.fr (2014)                                          |
| Rayane Bouhanni                            | 24 février 1996   | France        | AWT-Greenway (2015)                                    |
| Loïc Chetout                               | 23 septembre 1992 | France        | GSC Blagnac Vélo Sport 31 (2014)                       |
| Dimitri Claeys                             | 18 juin 1987      | Belgique      | Wanty-Groupe Gobert (2016)                             |
| Nicolas Edet                               | 2 décembre 1987   | France        | Véranda Rideau Sarthe 72 (2010)                        |
| Dorian Godon                               | 25 mai 1996       | France        | Vulco-VC Vaulx-en-Velin (2016)                         |
| Jesús Herrada                              | 26 juillet 1990   | Espagne       | Movistar Team (2017)                                   |
| José Herrada                               | 1 octobre 1985    | Espagne       | Movistar Team (2017)                                   |
| Hugo Hofstetter                            | 13 février 1994   | France        | Club Cycliste d'Étupes (2015)                          |
| Christophe Laporte                         | 11 décembre 1992  | France        | AVC Aix-en-Provence (2013)                             |
| Cyril Lemoine                              | 3 mars 1983       | France        | Sojasun (2013)                                         |
| Mathias Le Turnier                         | 14 mars 1995      | France        | Océane Top 16 (2016)                                   |
| Luis Ángel Maté                            | 23 mars 1984      | Espagne       | Androni Giocattoli-Serramenti PVC Diquigiovanni (2010) |
| Daniel Navarro                             | 18 juillet 1983   | Espagne       | Saxo Bank-Tinkoff Bank (2012)                          |
| Anthony Perez                              | 22 avril 1991     | France        | AVC Aix-en-Provence (2015)                             |
| Stéphane Rossetto                          | 6 avril 1987      | France        | BigMat-Auber 93 (2014)                                 |
| Julien Simon                               | 4 octobre 1985    | France        | Sojasun (2013)                                         |
| Geoffrey Soupe                             | 22 mars 1988      | France        | FDJ.fr (2014)                                          |
| Anthony Turgis                             | 16 mai 1994       | France        | CC Nogent-sur-Oise (2014)                              |
| Jimmy Turgis                               | 10 août 1991      | France        | Roubaix Métropole européenne de Lille (2016)           |
| Bert Van Lerberghe                         | 29 septembre 1992 | Belgique      | Sport Vlaanderen-Baloise (2017)                        |
| Michael Van Staeyen                        | 13 août 1988      | Belgique      | Topsport Vlaanderen-Baloise (2014)                     |
| Kenneth Vanbilsen                          | 1 juin 1990       | Belgique      | Topsport Vlaanderen-Baloise (2014)                     |
| Victor Lafay (1 août–31 déc.)              | 17 janvier 1996   | France        | Bourg-en-Bresse Ain Cyclisme (2017)                    |
| Daniel Teklehaimanot                       | 10 novembre 1988  | Érythrée      | Dimension Data (2017)                                  |
|                                            |                   |               |                                                        |
| Sources : ProCyclingStats Cycling Quotient |                   |               |                                                        |

- Stagiaires

À partir du 1er août 2018
| Cycliste         | Date de naissance | Nationalité | Équipe 2018                               |  |
| ---------------- | ----------------- | ----------- | ----------------------------------------- |  |
| Emmanuel Morin   | 13 mars 1995      | France      | Sojasun espoir-ACNC                       |  |
| Antonio Puppio   | 28 avril 1999     | Italie      | Viris L&L Sisal Matchpoint                |  |
| Anders Skaarseth | 7 mai 1995        | Norvège     | Uno-X Hydrogen Norwegian Development Team |  |

## Bilan de la saison

### Victoires

#### Route
| Date        | Course                                           | Pays        | Classe | Vainqueur            |
| ----------- | ------------------------------------------------ | ----------- | ------ | -------------------- |
| 1 fév.      | 2e étape de l'Étoile de Bessèges                 | France      | 2.1    | Christophe Laporte   |
| 9 fév.      | 1re étape du Tour La Provence                    | France      | 2.1    | Christophe Laporte   |
| 11 fév.     | 3e étape du Tour La Provence                     | France      | 2.1    | Christophe Laporte   |
| 15 avr.     | Tro Bro Leon                                     | France      | 1.1    | Christophe Laporte   |
| 6 mai       | 4e étape du Tour de Yorkshire                    | Royaume-Uni | 2.1    | Stéphane Rossetto    |
| 10 mai      | 3e étape des Quatre Jours de Dunkerque           | France      | 2.HC   | Nacer Bouhanni       |
| 13 mai      | Classement général des Quatre Jours de Dunkerque | France      | 2.HC   | Dimitri Claeys       |
| 18 mai      | 1re étape du Tour de l'Ain                       | France      | 2.1    | Hugo Hofstetter      |
| 20 mai      | Grand Prix Marcel Kint                           | Belgique    | 1.1    | Nacer Bouhanni       |
| 25 mai      | 3e étape du Tour de Belgique                     | Belgique    | 2.HC   | Christophe Laporte   |
| 31 mai      | 1re étape du Tour du Luxembourg                  | Luxembourg  | 2.HC   | Christophe Laporte   |
| 31 mai      | Prologue des Boucles de la Mayenne               | France      | 2.1    | Dorian Godon         |
| 2 juin      | 2e étape des Boucles de la Mayenne               | France      | 2.1    | Nacer Bouhanni       |
| 3 juin      | 3e étape des Boucles de la Mayenne               | France      | 2.1    | Nacer Bouhanni       |
| 3 juin      | 4e étape du Tour du Luxembourg                   | Luxembourg  | 2.HC   | Anthony Perez        |
| 14 juin     | 1re étape de la Route d'Occitanie                | France      | 2.1    | Nacer Bouhanni       |
| 22 juin     | Championnat d'Érythrée du contre-la-montre       | Érythrée    | NC     | Daniel Teklehaimanot |
| 17 août     | 3e étape du Tour du Limousin                     | France      | 2.1    | Nicolas Edet         |
| 18 août     | Classement général du Tour du Limousin           | France      | 2.1    | Nicolas Edet         |
| 30 août     | 6e étape du Tour d'Espagne                       | Espagne     | WT     | Nacer Bouhanni       |
| 9 septembre | Tour du Doubs                                    | France      | 1.1    | Julien Simon         |

### Résultats sur les courses majeures
Les tableaux suivants représentent les résultats de l'équipe dans les principales courses du calendrier international dans lesquelles l'équipe bénéficie d'une invitation (les cinq classiques majeures et les trois grands tours). Pour chaque épreuve est indiqué le meilleur coureur de l'équipe, son classement ainsi que les accessits glanés par Cofidis sur les courses de trois semaines.

#### Classiques
| Classique            | Milan-San Remo           | Tour des Flandres  | Paris-Roubaix            | Liège-Bastogne-Liège | Tour de Lombardie |
| -------------------- | ------------------------ | ------------------ | ------------------------ | -------------------- | ----------------- |
| Coureur (classement) | Christophe Laporte (13e) | Jimmy Turgis (35e) | Christophe Laporte (68e) | Jesús Herrada (17e)  | Non invitée       |

#### Grands tours
| Grand tour           | Tour d'Italie | Tour de France     | Tour d'Espagne                      |
| -------------------- | ------------- | ------------------ | ----------------------------------- |
| Coureur (classement) | Non invitée   | Nicolas Edet (43e) | Jesús Herrada (21e)                 |
| Accessits            | -             | -                  | 1 victoire d'étape (Nacer Bouhanni) |